# Aspidosperma aquaticum
Aspidosperma aquaticum é uma espécie de planta do gênero Aspidosperma.  

## Taxonomia
A espécie foi descrita em 1938 por Adolpho Ducke. 